# Forță aeriană
Forța aeriană este o ramură a forțelor armate ale unui stat, care folosește ca armă avioane militare.

## Clasificare a avioanelor militare
Avioanele militare sunt împărțite în mai multe categorii cum ar fi: 
- de vânătoare și interceptare)
- multirol (multifuncționale)
- bombardier
- avion-cisternă (pentru alimentarea în zbor și nu numai)
- avion de transport
- avion de spionaj/avertizare timpurie

O apariție recentă în sfera avioanelor militare este a avionului fără pilot MQ-1 Predator, folosit în Al treilea război din Golf și fosta Iugoslavie.